# Helge Kildal

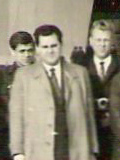
Helge Kildal (Mitte) im Jahr 1968

Alexander Albert „Helge“ Kildal (* 7. Mai 1932 in Riga; † 19. August 2011 in Leipzig) war ein deutscher Sportsoziologe und Schachfunktionär.

## Leben
Kildal wuchs erst in Riga, dann in Schwerin auf, er war bereits als Jugendlicher ein talentierter Schachspieler, unter anderem nahm er 1949 an der Ostzonenmeisterschaft sowie der Deutschen Meisterschaften 1950 teil.
Er studierte an der Karl-Marx-Universität (KMU) in Leipzig Gesellschaftswissenschaften und bestand 1958 das Staatsexamen an der philosophischen Fakultät. Ab 1956 war er als Schachspieler beim SC Rotation Leipzig (und später beim SC Leipzig) aktiv und übernahm dort auch Funktionärstätigkeiten. Ab Ende der 1950er Jahre bis 1971 war er Vorsitzender der Vereinsabteilung Schach. Kildal gewann mit der Leipziger Mannschaft die DDR-Mannschaftsmeisterschaft im Schach 1984. Während der 1960 in Leipzig ausgetragenen Schacholympiade gehörte er zum Organisationsstab.
Kildal war ab den 1960er Jahren an der Deutschen Hochschule für Körperkultur (DHfK) in Leipzig tätig und hatte dort ab 1965 das Amt des Verwaltungsleiters am Instituts für Sportmedizin inne. Er trat am der DHfK angeschlossenen Forschungsinstitut für Körperkultur und Sport eine Stelle als wissenschaftlicher Oberassistent an. 1977 schloss er seine Doktorarbeit zum Thema „Die Nutzung gesellschaftlich determinierter Faktoren für die Entwicklung des Leistungssports in führenden imperialistischen Ländern: dargestellt an Fakten und Problemen im Olympiazyklus 1972/76“ ab. In seiner wissenschaftlichen Tätigkeit befasste er sich insbesondere mit sportpolitischen Themen wie der Olympischen Idee und der „Deutschen Sportjugend“. Ein wichtiger Aspekt seiner Arbeit war die sportpolitische Analyse sportlicher Großereignisse aus Sicht der Deutschen Demokratischen Republik. Im Mittelpunkt standen dabei oft die sportlichen und sportpolitischen Auseinandersetzungen zwischen den beiden deutschen Staaten sowie übergeordnet zwischen dem Kapitalismus und Sozialismus. Er erachtete die Olympische Idee als „Streben nach Frieden, Völkerfreundschaft, gegenseitiger Achtung und die ethische Entwicklung des Menschen“ in der DDR als verwirklicht. Des Weiteren analysierte er in Aufsätzen, welche in der Zeitschrift Theorie und Praxis des Leistungssports erschienen, den Einfluss von Medien auf den Sport, sportpolitische Auseinandersetzungen im Internationalen Olympischen Komitee sowie den Spitzensport in westlichen Ländern. So warf er im 1984 gemeinsam mit Gerhard Oehmigen veröffentlichten Artikel „Olympische Sommerspiele 1984 - ein Mittel zur Durchsetzung der Hegemoniepolitik der Reagan-Administration“ der NATO „eine Politik der Konfrontation gegenüber den sozialistischen Staaten“ vor, in welcher dem Sport „eine besondere Rolle“ zugedacht sei.
Kildal wurde ein erheblicher Anteil an Leipzigs Entwicklung zum „Zentrum des DDR-Schachsports“ zugeschrieben. Er wurde vom Hoch- und Fachschulsport der DDR mit der Ehrennadel in Gold ausgezeichnet. Nach dem Ende der DDR spielte er Schach für den Schachclub Leipzig-Gohlis und war bis 2004 im Schachverband Sachsen als Leiter der Technischen Kommission sowie als Landesspielleiter und Schiedsrichter tätig. Der Deutsche Schachbund sowie der Schachverband Sachsen verliehen ihm jeweils die Goldene Ehrennadel. 2004 wurde er zum Ehrenmitglied des Schachverbandes Sachsen ernannt.